# خرعان

تعديل مصدري - تعديل

خرعان هي إحدى قرى عزلة سرار بمديرية سرار التابعة لمحافظة أبين، بلغ تعداد سكانها 107 نسمة حسب تعداد اليمن لعام 2004.